# دانیل واترز
دانیل واترز (به انگلیسی: Daniel Watters) (زادهٔ ۱۸ مارس ۱۹۷۱) شناگر اهل ایالات متحده آمریکا است.